# 1741年の相撲
1741年の相撲（1741ねんのすもう）は、1741年の相撲関係のできごとについて述べる。

## 興行
- 閏4月場所（京都相撲）[1]
  - 興行場所:二条川東
- 5月場所（大坂相撲）[2]
  - 興行場所:大坂堀江